# Powódź w Tajlandii (2011)
Powódź w Tajlandii (2011) – największa od pięćdziesięciu lat powódź w Tajlandii. Zalana została jedna trzecia kraju, a straty wyniosły 6 mld dolarów.
Tajlandia leży w strefie klimatu zwrotnikowego monsunowego. Powódź spowodowały deszcze monsunowe i burze tropikalne, bardziej obfite niż zwykle.